# Habib Tanvir
Habib Tanvir (ur. 1 października 1923 w Rajpurze w stanie Madhya Pradesh, zm. 8 czerwca 2009 w Bhopalu) – indyjski aktor, reżyser i producent teatralny, krytyk teatralny i filmowy.

## Życiorys
Dorastał w Rajpurze, 1945 przeniósł się do Bombaju. Studiował aktorstwo w Royal Academy of Dramatic Arts w Londynie i reżyserię w szkole przy Old Vic Theatre w Bristolu. W swojej twórczości odwołuje się zarówno do tradycji klasycznego teatru indyjskiego, jak i do różnorodnych form teatru ludowego i teatru europejskiego. W latach 1946–1951 był związany z organizacją Indian People's Association (IPTA). Założył zespoły teatralne w Delhi - Hindustani Theatre w 1954 i (działający do dziś) Naya Theatre w 1959 (wraz z przyszłą żoną, Moneeką Mishrą). Był producentem m.in. inscenizacji Agra Bazar (1954), Mitti ki Gadi (Mały gliniany wózek, 1958), Charan Das Chor (Złodziej ćharan, 1982) i wielodniowego przedstawienia Gaon Ka Naam Sasural Mera Naam Damad (Moje rodzinne miasto nazywa się komnata panny młodej, a moje imię to pan młody). W 1969 za działalność artystyczną został laureatem nagrody indyjskiej Akademii Sztuki Teatru, a 1972-1978 był deputowanym do wyższej izby indyjskiego parlamentu.